# عفیر (سبزوار)
دشت الماس (عفیر سابق)، روستایی از توابع بخش مرکزی شهرستان سبزوار مابین روستای استیر و ریوند در استان خراسان رضوی ایران است. 

## جمعیت
این روستا در دهستان قصبه غربی قرار دارد و براساس سرشماری مرکز آمار ایران در سال ۱۳۸۵، جمعیت آن زیر ده خانوار بوده‌است.